# 夏川うみ
夏川 うみ（なつかわ うみ、1995年3月8日 -  ）は、日本の元AV女優、元お笑い芸人。元地下アイドル。

## 来歴
17歳の時に沖縄の地下アイドルを1年経験し、人間関係のずれから脱退。「女性　高収入」でネット検索したところ、アダルトビデオの情報が出てきたという理由で2013年にデビュー。芸名すら固定せず、なおかつ名前もほとんどクレジットされない素人もの作品を中心にアルバイトの感覚でゆるっと活動してきたが、2019年8月25日発売された『ボーイッシュで男友達みたいな彼女は隠れ巨乳でした！ 飲み会とかで盛り上げてくれる面白い女子を半泣きアクメに追い込んだ！』（ブロッコリー/妄想族）が2019年もっとも売れた年間ビデオランキング1位作品となり一躍注目を浴びる。
作品サンプル動画は2020年3月時点で77万再生を達成した。当該作品はノンクレジットであったが、当時メインで使用していた芸名は佐藤りこ。
以降オファーが相次ぎ、週4でハンバーガー店勤務していた生活をリセットし、AV女優専業の生活を送る。月15本ペースで撮影をしていたが体を壊しそうになったため、2020年に入りややセーブしている。
2020年2月、週刊プレイボーイ・AVライター選定「2020エロデミー賞」主演女優賞を受賞。
ブレイク前の2018年中にはお笑い養成所（NSC東京24期）に通い、ピン芸人「なるちゃむすん」として舞台デビューしている。NSC時代同窓生だった芸人には金魚番長、そのこ、小虎ら（大阪校ではキャツミ、ナカオキアン・シコースケーなどが同期にあたる）がいる。元芸人でもあるAVライター・東風克智からは「同期の中では、りこちゃんがブッチギリで売れてます」と評された。ライターの尾谷幸憲は「伊集院光が深夜ラジオで作品を紹介するなど、芸人達が話題にした影響も大きい」と論じている。
2021年3月29日、自身のTwitterにてマインズ退所を発表。同年4月14日、オールプロへの事務所移籍を発表し、芸名を「夏川うみ」に改名する。
2022年2月23日発売の『一泊二日で一本の漫才を完成させ、お笑いの舞台でネタを披露するSEX合宿』（Materiall）で元芸人のAV男優・出てこい中平君2号と漫才コンビ「女優と男優」を結成。2022年3月よりMadonna専属女優となる。
2023年3月22日、Twitterにて2023年4月28日をもってのAV女優業の完全引退を告知。

## 人物
プライベートでの経験人数は2020年現在12人。初めての経験は中学2年生。別のインタビューでは中学3年生の15歳時。相手は3年間同じクラスだった彼氏で、野球部のエースでキャプテン。
AVデビュー後も気持ち良さを知ることができず、気持ち良さを知ったのは20歳くらいになってから。キャディーをしていた時に付き合った5歳上のゴルファーの卵に教えられたという。一番気持ち良かった体験は「初めてのウーマナイザー」。
俳優の渋江譲二は「サイズ以上にボリューミーなFカップは、柔らかいのに張りがあって、美麗なフォルム」と体型を解説。AVライターの芝田カズは「表情豊かで、いい意味でAV女優っぽいオーラを感じさせないところが魅力」と批評した。
AVで演技を求められる際にはコントだと思って演じており、本番が始まる直前に「ショートコント、姪っ子」などとつぶやいているという。

## 芸風
ダンスを踊って、一言で落とす引っ張り芸。憧れの芸人はゆってぃで、ネタや衣装もリスペクトした上で制作している。
改名後のアタック（挨拶言葉）は「サマー!リバー!オーシャン!夏川うみです」。

## 作品

### アダルトビデオ

#### 2018年まで
- 処女喪失 直後に前代未聞の9連続生中出し！！ 朝まで経験人数0人だったアイドルが夜には経験人数2ケタに！ 沖縄ご当地アイドルグループ卒業後、やっぱり有名になりたくてAVデビューした18歳女子大生 新垣瑠璃（仮名）（2013年12月5日、ディープス）
- SOD女子社員 2017年度新入社員 初出演15名対象 特別健康診断 4時間スペシャル（2017年7月6日、SODクリエイト）

- どこでもフェラさせられちゃう素人娘たち 12人（2018年11月7日、かぐや姫Pt/妄想族）

#### 2019年
- 若者のセックス離れって本当！？街で見かけた一般の男女に謝礼でキスのお願い！その後二人っきりにさせたら謝礼なしで進展はあるのか！？4（2019年5月10日、ホットエンターテイメント）
- 悪質シロウトナンパ 女子校生に着衣のまま素股してとお願いして悪意ある生挿入！（2019年6月10日、ブリット）
- 一般男女モニタリングAV 壁から！ベッドから！クローゼットから！素人女子大生が次々と勃起チ○ポが現れるチ○ポパニックルームでしごいてしゃぶる即ヌキミッションに挑戦！無数のチ○ポと大量ザーメンにドキドキしながらもオマ○コが濡れてしまったJDがノンストップ射精…（2019年8月19日、ディープス）
- ボーイッシュで男友達みたいな彼女は隠れ巨乳でした！ 飲み会とかで盛り上げてくれる面白い女子を半泣きアクメに追い込んだ！（2019年8月25日、ブロッコリー）
- 都内にあるランニングのメッカの公園で汗を流すピタスパウェアーの女子をハメ倒す！（2019年9月27日、First Star）
- 覗かれた女子校生！お育ち良さげな女の子が発育途中の体を洗っている。お風呂場の窓からは、シャワーの音とシャンプーのいい香りがする…普段の生活じゃ拝めない未熟で価値ある若い体に興奮した。（2019年10月12日、First Star）
- マッチングアプリで即ハメした番組ADりこちゃんGカップ 勝手に動画撮り始めて「挿れたい」×100回以上も煽った挙句に中出し3発でご満悦欲求不満女子 佐藤りこ（2019年12月12日、MERCURY（マーキュリー））
- うちの娘、家ではブラジャーを着けないので、父としてはちょっと困ってます…（2019年12月24日、思春期.com）
- ボーイッシュで隠れ巨乳で有名な某動画サイトのインフルエンサー女史 イッた直後も突かれまくりの半泣き連撃ピストンに完堕ち 佐藤りこ（2019年12月25日、kawaii）

#### 2020年
- 敏感すぎてお店にはナイショで裏オプしちゃう！佐藤りこ（2020年1月3日、エロタイム）
- 羞恥！彼氏連れ素人娘をマシンバイブでこっそり攻めまくれ！18 素人VSマシンバイブ 激安居酒屋にマジックミラー特設スタジオを設置 お正月だよ、デカチンコキ初め潮始め！編（1月9日、サディスティックヴィレッジ）
- 地味な顔だけど巨乳なやさしい孫娘 小さい頃から可愛がっていた孫娘の発育した胸を凝視し成長した身体を見て、性的欲求を覚えてしまった。（2020年1月12日、First Star）
- 固定バイブだるまさんが転んだ16（2020年1月13日、はじめ企画）
- ひたすらハメっ放し！巨乳制服美少女とエッチしよっ Vol.001（2020年1月17日、メディアステーション）
- 終電を逃した酔っ払った同僚とホテルで相部屋に…あまりの無防備な姿に我慢出来なくなって… Vol.001（2020年1月17日、S級素人）
- 新卒社員お貸しします。 Vol.003（2020年1月31日、S級素人）
- 言いなり部屋 03 佐藤りこ（2020年2月1日、未満）
- ミスターミチル5周年記念専属女優オーディション Vol.2（2020年2月6日、Mr.michiru）他出演：悠月アイシャ、優木なお
- 一般男女モニタリングAV みんなの憧れの巨乳バスガイド限定！修学旅行中の男子○校生たちのチ○ポの悩みを大きなおっぱいと手コキとフェラで解決してくれませんか！？服の上からでも分かる巨乳に勃起が収まらない童貞くんを優しく導きながら筆おろし！我慢できなくなった男…（2020年2月7日、ディープス）
- 中出しブルマん娘 りこ（2020年2月13日、フェチ眼）
- 銀河級美少女在籍 感じすぎて裏オプしちゃうおっパブ店 佐藤りこ Vol.003（2020年2月14日、メディアステーション）
- 白い幻想 娘の性的成長記録 佐藤りこ（2020年2月23日、禁断の果実/妄想族）
- 大事な愛娘の部屋から大人のオモチャが…。注意をしようと娘に話すとモジモジして俺を見つめる。ドキっとした瞬間、娘は俺を押し倒しチ●ポをオモチャ代わりに妻にもされないテクで俺を弄ぶエロ可愛い娘。（2020年2月29日、NON）
- すげー売れてる素人さんがいたので、半信半疑で出演頼んだら、まさかのOK。思っていた以上に地味で巨乳の* * 娘さんは、アヘ顔晒しながら腰を振る。 佐藤りこ（2020年2月29日、NON)
- 噂のボーイッシュなサバサバ系隠れ巨乳制服美少女とお籠りハメ撮り (2020年3月25日、オーロラプロジェクト・アネックス)
- SNSで知り合った女性限定【女子キャンプ】でレズビアンに目醒めた私。 (2020年4月7日、ビビアン)
- 田舎の従妹に久しぶりに会ったら、相変わらずのボーイッシュでサバサバ系だったから、昔のようにエッチな遊びをしても嫌がらずにアンアン感じ出す。けどやっぱりカラダもアヘ顔も大人の女に成長していて燃えた!やりまくった! (2020年4月9日、SWITCH)
- ノリが良過ぎる女友達を騙してレイプしたらめっちゃ巨乳だったwww (2020年5月7日、アタッカーズ)
- 友人の母 息子の友人に犯され、幾度もイカされてしまったんです… (2020年5月13日、溜池ゴロー)[14]
- 地味なオタク腐女子だけど2人とも隠れ巨乳！！お笑い系のノリでレズってみたら痙攣アクメするくらいハマった！（5月19日、レズれ！）
- 神パンスト 佐藤りこ 制服ロリ美少女の美脚を包んだ生ナマしいパンストを完全着衣でムレた足裏からつま先を味わい尽くす！時には顔騎や足コキ、時には中出し、時にはお尻にコスってぶっかけとやりたい放題！発情させられた女の変態調教絶頂プレイを楽しむフェチAV（5月21日、親父の個撮）
- おたくレイヤーが脱いだらまさかのGカップ巨乳でエロいカラダをしていたッ！？ 佐藤りこ（6月5日、クリスタル映像）
- マッサージ師のなすがまま、カーテン越しに上から下まで弄られまくりの人妻たち！！声を殺して、鼻息も荒くオイルで火照ったカラダをふるわせ旦那にバレずにイキ放題っ！！久々の中出しに子宮は切なく痺れ、たっぷり染み込む他人種がメスの性を目覚めさせるっ！！ 4（6月5日、LEO）
- 酔い潰すまであと3杯！気弱な部下を酔わせてハメようとしたら肉食スケベ痴女に豹変してヤられた（6月11日、DANDY）
- 蒸し暑い布団の中でこっそり密着レズ性交（6月19日、レズれ！）
- 媚薬オイルマッサージ 痴●盗撮＆中出し素人娘VOL.22 超強力媚薬を配合したマッサージオイルを施術中に知らずに塗りこまれたオンナは、身体の火照りに驚き、チ○ポを欲しがる自分に戸惑い、垂れ出したマン汁に恥ずかしがりながらも生ハメ中出しまで欲してしまう！（7月11日、西新宿マッサージ本舗）
- あの日からずっと…。 緊縛調教中出しされる制服美少女（8月13日、無垢）
- 悦楽する性 いいなり巨乳若妻（8月19日、お母さん.com）
- 私、声が大きいんです！ 声を出しちゃダメなのに、敏感新入社員の絶叫アクメレズビアン 佐藤りこ 心実るな（9月7日、ビビアン）
- 近親素股プレイでハプニング!! 妹とセックスの練習中に間違ってヌルンと挿入!! 2（10月9日、LEO）
- 青春時代宣言！！島国育ちの田舎娘がEカップおっぱいを揺らして失神寸前全力アルバイト！！ 佐藤りこ（11月1日、AV：バイトちゃんPremiere）
- 危険日直撃！！子作りできるソープランド25 Mr.michiru5周年記念専属女優オーディション演技審査作品 佐藤りこ 望月あやか 小鳥遊ももえ（12月10日、Mr.michiru）
- 想像できない誰にも見せられない有名私立女子●生の本性丸出しナマ交尾 10（12月11日、宇宙企画）
- ボクの地味子が壊された。 クズ男達に輪姦されイカされ過ぎてメス豚化していく大好きな彼女（12月19日、エムズビデオグループ）

#### 2021年
- ガニ股バイブ失禁オナニー2（1月8日、レイディックス）
- チャレンジ！タイマー電マ（1月16日、大洋図書）
- 美女たちの足裏をふやけるまで舐めたい！2（2月11日、レイディックス）
- 青春足責め学園 蒸れた酸っぱい思春期の香りがする足で、気絶するほど責められました…（4月7日、犬/妄想族）
- 愛嬌のかたまりで底なしに明るい巨乳女子。身近に一人は居てほしい親近感バツグンの女子がハードファックでガチアヘ顔連発！まさかのギャップに死ぬほど興奮した。（9月14日、S級素人）
- 仕事をサボってAV出ちゃいました。 パン屋 すずちゃん（9月14日、椿鳳院）
- 純朴で真面目だけどポンコツな新入女子社員は美巨乳で躰だけは最高級 中間管理職の変態男達の執拗な叱責に心が挫け従属的な性処理女として喜びを教え込まれた 夏川うみ（10月7日、ヒビノ）
- 入院中の担当ナースが超タイプだったので内緒のSEXをスマホで撮影した（10月26日、ケイ・エム・プロデュース）
- 全裸聖水飲ませ2（11月9日、11月9日、犬/妄想族）
- 痩せたら最高ちょいムチっビアンの汗かき本気フィットネス合宿 夏川うみ 宝生めい（11月16日、レズれ！）
- ボーイッシュで男友達みたいな彼女は隠れ巨乳3 ノリノリでオカルト話する面白女子を絶倫チ●ポでメス堕ちさせました！（11月23日、ブロッコリー/妄想族）
- 上司とのリモート会議中に彼氏がイタズラ！！？「バレたらヤバい…！！」緊張と興奮でマ○コはビショビショ！表情を変えず、声も出さずにこっそりSEX！（12月3日、プレステージ／DOC PREMIUM）
- 地味な元教え子たちと同窓会で再会 立派な女体に発育 媚薬キメセクで中出し肉便器化 夏川うみ 望月あやか（12月21日、E-BODY）
- 潜入捜査官超処刑 Part-1:正体を暴かれて滅茶苦茶にされる屈辱の敏感女体 夏川うみ（12月28日、BabyEntertainment）

#### 2022年
- メンズエステで過剰サービスに応じてしまった敏感若妻　悩みに付け込まれ大嫌いな男の肉棒突き刺され不貞性交にケイレン激イキFUCKしてしまう。夏川うみ（2月10日、ヒビノ）[15]
- 一泊二日で一本の漫才を完成させ、お笑いの舞台でネタを披露するSEX合宿（2月23日、Materiall）[16]
- Madonna電撃専属 人生で一度は抱いてみたい最高峰BODY 夏川うみ 汗まみれで貪り合う濃密ベロキスSEX3本番（3月3日、Madonna）
- 電撃専属第2弾！！人気中出しシリーズ！！ 夫と子作りSEXをした後はいつも義父に中出しされ続けています…。 夏川うみ（4月12日、
- 町内キャンプNTR テントの中で輪●された妻の衝撃的寝取られ映像 夏川うみ（5月10日、
- 配信限定 マドンナ専属女優の『リアル』解禁。 MADOOOON！！！！ 夏川うみ ハメ撮り（6月7日）
- 妻には口が裂けても言えません、義母さんを孕ませてしまったなんて…。-1泊2日の温泉旅行で、我を忘れて中出ししまくった僕。- 夏川うみ（6月14日、）
- 永遠に終わらない、中出し輪●の日々。 夏川うみ（7月12日、Madonna）
- NGR ―ナガサレ― 義兄に犯●れ初めての絶頂を知った嫁 夏川うみ（8月9日、Madonna）
- 【B88cmW60cmH88cm】男友達みたいな地味子が隠れド巨乳宅飲み乱交中出し 夏川うみ（8月19日、BonキュンBon）
- 【みんなでNS】なまなまなまなまイクイクイクイク 夏川うみ（10月19日、ノースキンズ）

#### 2023年
- 田舎でヤルことがなくて…隣に住む絶世の肉体美巨乳妻と種付けSEXに溺れ孕ませた真夏の汗ダク不倫 夏川うみ（2月10日、人妻花園劇場）
- 隙あらば見境なく男を誘惑する淫乱妻 夏川うみ（3月20日、プラネットプラス）
- 夫には言えない… 義父に犯●れ続けていることを…。 夏川うみ（5月20日、プラネットプラス）
- 【VR】【時間無制限！発射無制限！】人気No.1【癒し系Fcup絶世の美BODY】極エロ泡姫によるご奉仕フルコース！超絶凄テクと極上トロトロ生マ○コで搾取！【手コキ射精・口内射精2発・挟射・中出し6発】ゴムNG！子作り孕ませOK！高級ソープ 夏川うみ（7月13日、こあらVR）
- 個撮ナンパ ＃美乳Eカップお姉さん＃隠れヤリマン＃連続イキ魔 ＃フェラマスター ＃ なま中出し（7月14日、きゃっち）
- うみ（2023年10月8日、俺の素人）
- いつも無意識パンチラで挑発してくるズボラな女友達の食い込みTバック尻に理性崩壊暴走ピストン！！（10月24日、BAZOOKA）
- さよなら引退！ありがとう！面白くておっぱいデカくてサイコー！最後もさんざんボケまくった後に白目ガチイキ！（10月24日、ブロッコリー/妄想族）

## 出演

### 舞台
- 男祭（2018年11月23日‐25日、東京・神保町花月）[17]

### 映画
- 同棲性活　恥部とあなたと…（2020年11月6日、オーピー映画）エミリ役

### テレビ
- じっくり聞いタロウ ～スター近況（秘）報告～（2021年3月19日、テレビ東京）[18]
- ビ～チ9（2021年8月、テレビ埼玉） - マンスリーゲスト

### 配信番組
- あしたのSHOW（2020年10月27日、あしたのSHOWPowered by HIGHBEAM8）アシスタント[19]
- セクステルーキー（2021年2月22日[20]、ニコニコ生放送）MC
- ロンドンハーツABEMA特別編（2022年5月31日、ABEMA）アンケート協力[21]